# Górka (Skotniki Małe)
Górka – część wsi Skotniki Małe w Polsce, położona w województwie świętokrzyskim, w powiecie buskim, w gminie Busko-Zdrój.
W latach 1975–1998 Górka administracyjnie należała do województwa kieleckiego.